# Вышковцы
Вы́шковцы (укр. Вишківці) — село на Украине, находится в Немировском районе Винницкой области.
Код КОАТУУ — 0523082001. Население - ↘443 человека. Население по переписи 2001 года составляет 801 человек. Почтовый индекс — 22847. Телефонный код — 4331.
Занимает площадь 2,292 км².

## Адрес местного совета
22847, Винницкая область, Немировский р-н, с. Вышковцы